# Armée de terre turque
L’armée de terre turque (turc : Türk kara kuvvetleri) est l'une des cinq composantes des Forces armées turques. Responsable des opérations militaires terrestres, l'armée de terre tient la place prééminente au sein des forces armées et du commandement militaire. Elle est la deuxième plus grande armée de terre de l'OTAN avec 481,000 effectifs en 2024. Le commandant actuel de l'armée de terre turque est le général d'armée Yaşar Güler.
Le fusil de combat principal des forces armées est le MPT-76 produit par MKEK.

## Historique

### Années 1930

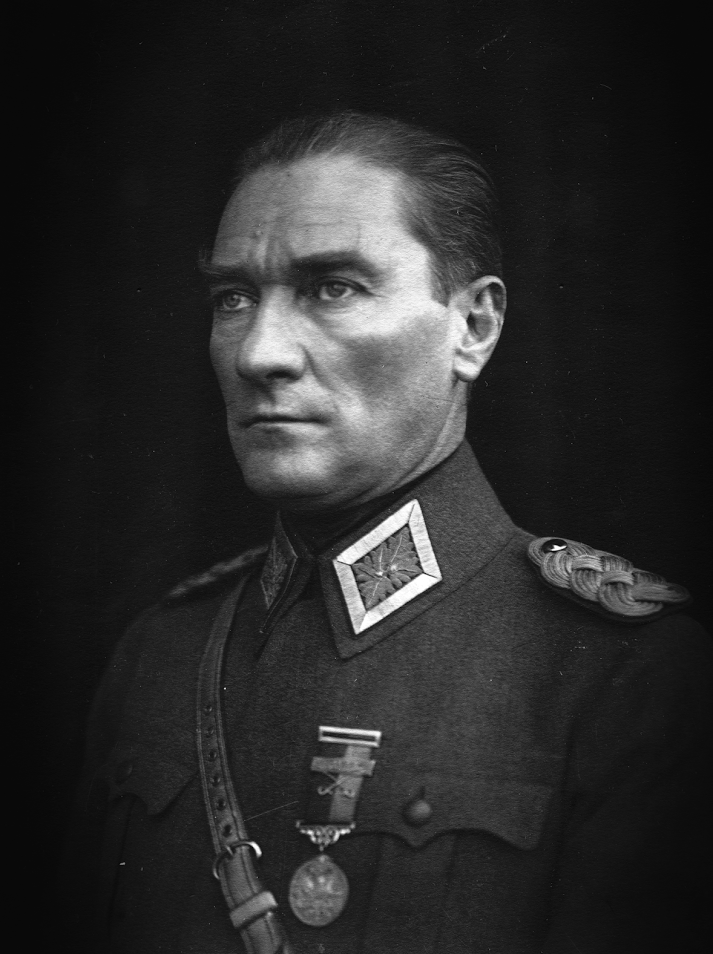
Mustafa Kemal, commandant en tête de l’armée de terre turque.

En 1934, l'armée reste pauvrement motorisée alors le pays compte environ 14 millions d’habitants avec une économie sous-industrialisée et des infrastructures archaïques.
L'armée turque se compose à cette date de 9 corps d'armées comprenant 18 divisions d'infanterie et 5 divisions de cavalerie, dont 3 divisions actives et 2 divisions de réserve.
Chaque corps d'armée comprend de la cavalerie, un régiment d'artillerie de corps d'armée, un bataillon du génie, un bataillon de transmissions et un bataillon de transport motorisé.
Chaque division comprend 3 régiments d'infanterie et un régiment d'artillerie de campagne à 2 bataillons.
Chaque division de cavalerie comprend 3 ou 4 régiments de cavalerie et 1 escadron d'artillerie à cheval composé de 2 ou 3 batteries.
- Infanterie : 54 régiments. Chaque régiment d'infanterie est composé de 3 bataillons de 4 compagnies, dont 1 compagnie de fusils mitrailleurs.
- Cavalerie : 24 régiments (chiffre approximatif). Chaque régiment de cavalerie comprend trois escadrons et un bataillon de mitrailleuses.
- Artillerie : 27 régiments, 1 escadron d'artillerie à cheval.

L'armée de terre compte officiellement 198 000 hommes en été contre 133 000 en hiver. Pour des raisons d'économie, les effectifs totaux de l'armée de terre n'ont jamais dépassé 120 000 à 150 000 hommes. 175 000 conscrits sont appelés chaque année. Selon la loi en vigueur, un effectif de 250 000 hommes est requis pour la formation des conscrits. Le nombre total d'officiers comprend les officiers militaires, les civils et les cadets des écoles militaires, qui sont au nombre de 5 000.
Elle profite de la Seconde Guerre mondiale pour s'équiper auprès des deux camps belligérants qui veulent l'attirer dans leur orbite. Ainsi elle reçoit entre autres 100 chars Renault R35 en deux lots, 50 en février 1940, le second de 50 unités en mars 1940 ;

### Guerre froide
Elle a été engagée dans différentes opérations, notamment en Corée pendant la guerre de Corée, où elle subit de lourdes pertes. Au cours du conflit la Brigade turque supporta 3 514 pertes dont 741 tués, 2 068 blessé, 163 disparus et 229 prisonniers sur 5 455 soldats envoyés pour cette guerre sous l'égide de l'ONU.

### De nos jours
L'armée de terre turque est toujours engagé dans les combats contre les combattants du PKK.
L’armée de terre est apte à une solide défense territoriale et possède une excellente connaissance des zones contiguës à la Turquie. Elle dispose de forces paramilitaires bien équipées et entraînées à la guerre asymétrique mais peu respectueuses des conventions internationales. Des programmes de rééquipement sont en cours, notamment avec le lancement d’un programme de char de 4e génération. Elle est apte à la projection de forces hors de son territoire et connait un rapide développement de l’usage des drones et des systèmes C4ISR.[réf. nécessaire]
En juin 2017, une intoxication alimentaire provoque l'hospitalisation de plus de 700 militaires. Les images diffusées par les médias des soldats se tordant de douleur sur les bancs de la cantine ou à même le sol provoquent la colère de l'opinion publique, et conduisent aux arrestations du patron de l'entreprise de restauration et d'une quarantaine d’employés. Le mois précédent, 200 autres militaires avaient déjà été victimes d'intoxications alimentaires.
La Turquie prévoit de construire un total de 1 000 nouveaux chars de combat principaux Otokar Altay, en quatre lots distincts de 250 unités. Les chars seront produits par la société turque Otokar et partageront certains des systèmes utilisés dans le char de combat principal K2 Black Panther de la Corée du Sud.
Le 23 avril 2023, deux chars Altay ont été livré à l’Armée de terre turque pour test. Le Président de l'Agence turque de l'industrie de La Défense, Haluk Görgün a annoncé en février 2025 que 3 chars Altay T1 seront livrés en 2025 qui fera au total 5 chars livré avec ceux qui ont été livré en 2023. Dans ce contexte, Görgün a déclaré que 3 chars Altay supplémentaires seront livrés vers août  2025, 11 de plus en 2026, 41 de plus en 2027, 30 de plus en 2028 et 165 de plus dans les années suivantes,,.
La durée du service militaire obligatoire est de six mois pour les soldats et les sous-officiers (la durée du service pour les officiers de réserve choisis parmi les diplômés d'université ou de collège est de 12 mois). Tous les citoyens turcs de sexe masculin âgés de plus de 20 ans doivent suivre une période de formation militaire d'un mois, mais ils peuvent obtenir une exemption des cinq mois restants de leur service obligatoire en optant pour une exemption payante.

## Armement

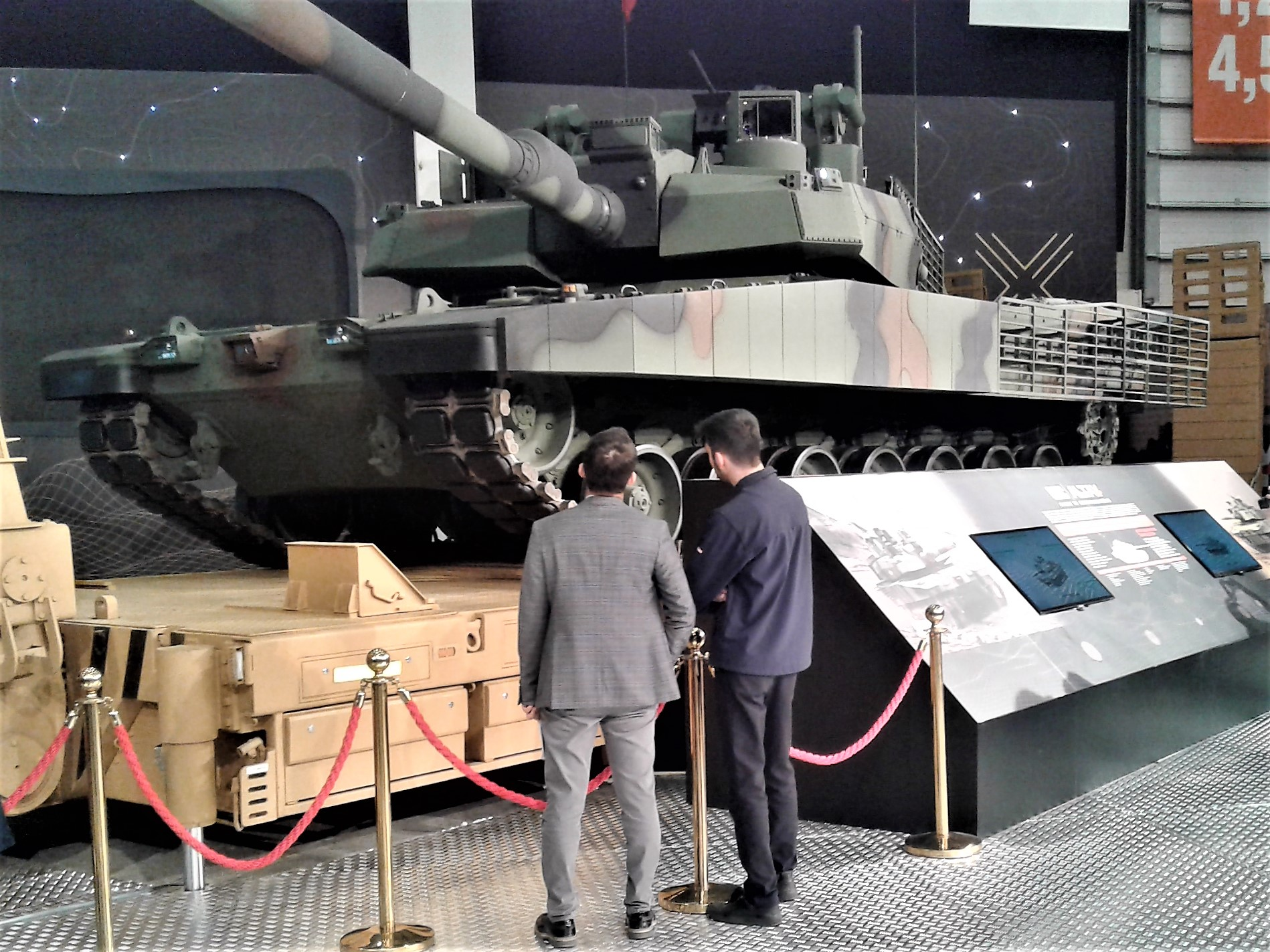
Altay T1

## Organisation
- 10 corps d’armée
- 2 divisions d’infanterie mécanisée
- 4 divisions d’infanterie motorisée
- 1 division d’infanterie et une division d’entraînement
- 14 brigades blindées
- 14 brigades d’infanterie mécanisée

- 12 brigades d’infanterie
- 5 brigades de forces spéciales
- 5 brigades d’entraînement

### Structure
L'armée turque est organisée en commandement.
- Commandement de l'armée de terre (turc : Kara Kuvvetleri Komutanlığı (KKK)) - Ankara
  - 1re armée (Istanbul)
    - 2e corps d'armée (Gelibolu, Çanakkale)
      - IVe brigade d'infanterie mécanisée (Keşan)
      - VIIIebrigade d'infanterie mécanisée (Tekirdağ)
      - XVIIIe brigade d'infanterie mécanisée (Çanakkale)
      - XCVe brigade blindée (Malkara)
      - CIIe régiment d'artillerie (Uzunköprü)
      - Régiment de combat de génie (Gelibolu)

    - 3e corps d'armée (Şişli, Istanbul)
      - LIIe division blindée tactique (Hadımköy, Istanbul)
      - IIe brigade blindée (Kartal)
      - LXVIe brigade d'infanterie mécanisée (Istanbul)
      - XXIIIe division d'infanterie tactique motorisée (Hasdal, Istanbul)
        - VIe régiment d'infanterie motorisé (Hasdal, Istanbul)
        - XXIIIe régiment d'infanterie motorisé (Samandıra, Istanbul)
        - XLVIIe régiment d'infanterie motorisé (Metris, Istanbul)

    - 5e corps d'armée (Çorlu, Tekirdağ)
      - Ire brigade blindée (Babaeski)
      - IIIe brigade blindée (Çerkezköy)
      - LIVe brigade d'infanterie mécanisée (Edirne)
      - LVe brigade d'infanterie mécanisée (Süleoğlu)
      - LXVe brigade d'infanterie mécanisée (Lüleburgaz)
      - Bataillon de corps de cavalerie blindée (Ulaş)
      - CVe régiment d'artillerie (Çorlu)
      - Régiment de combat de génie (Pınarhisar)
      - XVe division d'infanterie (Köseköy, İzmit)

  - IIe Armée (Malatya)
    - 6e corps d'armée (Adana)
      - Ve brigade blindée (Gaziantep)
      - XXXIXe brigade d'infanterie mécanisée (İskenderun)
      - CVIe régiment d'artillerie (Islahiye)

    - 7e corps d'armée (Diyarbakır)
      - IIIe division d'infanterie tactique (Yüksekova)
      - XVIe brigade mécanisée (Diyarbakır)
      - XXe brigade mécanisée (Şanlıurfa)
      - LXXe brigade d'infanterie mécanisée (Mardin)
      - CLXXIIe brigade blindée (Silopi)
      - IIe Brigade d'infanterie motorisée (Lice)
      - VIe Brigade d'infanterie motorisée (Akçay)
      - IIIe Brigade de commando (Siirt)
      - CVIIe régiment d'artillerie (Siverek)

  - IIIe Armée (Erzincan)
    - 8e corps d'armée (Elâzığ)
      - Ire brigade d'infanterie mécanisée (Doğubeyazıt)
      - XIIe brigade d'infanterie mécanisée (Ağrı)
      - Xe brigade d'infanterie motorisée (Tatvan)
      - XXXIVe brigade d'infanterie motorisée (Patnos)
      - XLIXe brigade d'infanterie motorisée (Bingöl)
      - LIe brigade d'infanterie motorisée (Hozat)
      - VIe brigade commando (Tunceli)
      - CVIIIe Régiment d'artillerie (Erciş)
      - XVIIe Brigade d'infanterie motorisée (Kiğı)

    - 9e corps d'armée (Erzurum)
      - VIe Brigade blindée (Palandöken)
      - XIVe Brigade d'infanterie mécanisée (Kars)
      - XXVe Brigade d'infanterie mécanisée (Ardahan)
      - IXe Brigade d'infanterie motorisée (Sarıkamış)
      - XLVIIIe brigade d'infanterie motorisée (Trabzon)
      - CIXe régiment d'artillerie (Erzurum)

  - Armée Égéenne (Izmir)
    - LVIIe brigade d'entraînement d'artillerie (Izmir)
    - XIXe brigade d'infanterie (Edremit
    - XIe brigade d'infanterie motorisée (Denizli)
    - IIIe brigade d'entraînement d'infanterie (Antalya)
    - Ire brigade d'entraînement d'infanterie (Manisa)

  - Commandement de d'entraînement et de doctrine (Ankara)
  - Commandement logistique (Ankara)
  - Académie militaire turque (Kara Harp Okulu) (Ankara)
  - Académie aérienne turque (Hava Harp Okulu)
    - Commandement du personnel (Ankara)
      - Commandement spécial de groupe d'aviation
      - Commandement électronique
      - Commandement de cartographie
      - Commandement central de drone aérien (Batman)

    - Commandement d'aviation terrestre
      - École de Commandement d'aviation terrestre (base de Güvercinlik)
      - Ve commandement central de maintenance
      - Ier Régiment d'aviation terrestre (Güvercinlik Army Air Base)
      - IIe Régiment d'aviation terrestre (base de Malatya Erhaç)
      - IIIe Régiment d'aviation terrestre (base deGaziemir, Izmir)
      - IVe Régiment d'aviation terrestre (base de Samandıra, Istanbul)
      - VIIe Commandement de groupe d'aviation (base de Diyarbakır)
      - Commandement d'aviation de Chypre-Nord (base de Karter, Pınarbaşı)

  - Force de paix turque à Chypre (Nicosie)
    - 9e corps d'armée
      - XIVe brigade mécanisée (Girne)
      - XXVIIIe brigade d'infanterie mécanisée (Famagouste)
      - XXXIXe brigade d'infanterie mécanisée (Nicosie)
      - Régiment des forces spéciales (Nicosie)